# Аніва (затока)
Ані́ва (рос. Ани́ва, яп. 亜庭湾) — затока Охотського моря, біля південної частини острова Сахаліну між мисами Крильйон на заході та Аніва на сході. З півдня широко відкрита в протоку Лаперуза. Звужена частина відома під назвою бухти Лососів. Ширина 104 км, довжина 90 км, найбільша глибина 93 м. Береги порізані, урвисті. 
Багата рибою (лососеві, оселедець, тріска, камбалові) і крабами.
Затока відкрита та названа у 1643 році голандським мореплавцем М. де Фризом, який прийняв Сахалін за продовження Хоккайдо. Вперше була описана у 1805 році офіцерами першої російської навколосвітньої подорожі на «шлюпі Надія» під командуванням Івана Федоровича Крузенштерна.
Походження назви затоки, швидше за все, пов'язано з айнськими словами «ан» й «іва». Перше зазвичай перекладається як «наявний, що перебуває», а друге — як «гірський хребет, скеля, вершина»; таким чином, «Аніва» можна перекласти як «має хребти» або «той що знаходиться серед хребтів (гір)». У 1905 році затока була перейменована японцями на Хігамі-фусімі-вон на честь принца Хігамі-фусімі, який у якості офіцера брав участь у бою проти крейсера «Новик» біля берегів Сахаліну.
У затоці знаходяться міста Аніва, Корсаков (з морським портом); мис Юнони, названий на честь брига «Юнона», командир якого Микола Хвостов, у 1807 році заснував у Аниві військовій пост.